# Sega 3D Reprint Archives 3: Final Stage
Sega 3D Reprint Archives 3: Final Stage (japanisch セガ3D復刻アーカイブス3 Final Stage, Hepburn: Sega 3D Fukkoku Ākaibusu 3 FINAL STAGE) ist eine Videospielsammlung, die von M2 entwickelt und von Sega erstmals in Japan am 22. Dezember 2016 für den Nintendo 3DS veröffentlicht wurde.
Sie enthält insgesamt 13 Spiele die von 1984 bis 1995 für das Sega Mega Drive, SG-1000 und Arcade erschienen sind.
Die meisten Spiele auf der Collection sind bereits im Rahmen der Sega 3D Classics-Serie einzeln im eShop des Nintendo 3DS erschienen. Alle Spiele nutzen dabei den stereoskopischen 3D-Effekt des 3DS.
Es ist der Nachfolger von Sega 3D Reprint Archives (2014) und Sega 3D Classics Collection (2015).

## Inhalt
Sega 3D Reprint Archives 3: Final Stage enthält folgende Spiele in alphabetischer Reihenfolge:
| Auswählbare Spiele   | Auswählbare Spiele | Auswählbare Spiele | Auswählbare Spiele | Auswählbare Spiele |
| Name des Spiels      | Release            | Genre              | Entwickler         | Originales System  |
| -------------------- | ------------------ | ------------------ | ------------------ | ------------------ |
| After Burner II      | 1987               | Shoot ’em up       | Sega AM2           | Arcade             |
| Alien Syndrome       | 1987               | Shoot ’em up       | Sega               | Arcade             |
| Champion Boxing      | 1984               | Kampfspiel         | Sega AM2           | SG-1000            |
| Columns              | 1990               | Puzzle             | Sega               | Sega Mega Drive    |
| Girl's Garden        | 1985               | Actionspiel        | Sega               | SG-1000            |
| Gunstar Heroes       | 1993               | Shoot ’em up       | Treasure           | Sega Mega Drive    |
| Sonic the Hedgehog 2 | 1992               | Jump ’n’ Run       | Sega, Sonic Team   | Sega Mega Drive    |
| Puyo Puyo 2          | 1995               | Puzzle             | Sega               | Arcade             |
| Sonic the Hedgehog   | 1991               | Jump ’n’ Run       | Sonic Team         | Sega Mega Drive    |
| Streets of Rage 2    | 1992               | Beat ’em up        | Sega               | Sega Mega Drive    |
| Super Hang-On        | 1987               | Rennspiel          | Sega AM2           | Arcade             |
| Thunder Force III    | 1990               | Shoot ’em up       | Technosoft         | Sega Mega Drive    |
| Turbo Outrun         | 1989               | Rennspiel          | Sega AM2           | Arcade             |